# 48のモチーフ集―エスキス
48のモチーフ集―エスキス（Esquisses–48 motifs）作品63は、シャルル＝ヴァランタン・アルカンによって作曲されたピアノ曲集。1861年に4巻に分けて出版された（作曲自体は1847年（第29曲）にまでさかのぼる）。番号付きの48曲と、番号なしの1曲の全49曲からなっており、Madmoiselle La princesse Louise de Schleswig-Holstein（シュレースヴィヒ＝ホルシュタイン公クリスチャン・アウグスト2世公妃ルイーセ・ダンネスキョル＝サムセー）に献呈された。

## 概要
この小品集は、アルカンの楽曲の中では比較的簡単なものに分類される。難易度の高い練習曲などは、その異常なまでの難易度の高さから比較的知られているが、このように難易度の低い小品はあまり有名でないものが多い。また、知られてはいない素晴らしい作品は多数あるが、このような作品が演奏される機会が極めて少ない。
また、全ての作品に標題がつけられている。この標題は、楽曲を忠実に表しているものが多くある。例えば、第1番の「幻影」などでは、落ち着いた雰囲気で、その様子がうまく描写されている。第45曲の「小悪魔たち」では、調性の範囲ではあるがトーンクラスターを用いてグロテスクな悪魔を表現している。
また、バロック（第14･15曲）や古典派（第31曲）などの音楽のパロディーもみられる。第32曲は、モーツァルトの「ドン・ジョヴァンニ」のアリア『恋人よ、さあこの薬で（"Vedrai Carino"）』のパロディーとなっている。
録音は、スティーブン・オズボーン（ハイペリオン）とローラン・マルタン（ナクソス）、金澤攝（ESCAILER、現在入手困難）、森下唯（ピティナピアノ曲事典）が全曲録音を達成している他は、ジャック・ギボンズなどが一部を録音している程度である。全曲録音では、一般的にはオズボーンの演奏したものが最も評価が高い。

## 構成
この曲集は、ハ長調から始まって24の調性を第1、2巻で1周、第3、4巻でさらに1周の、計2周し、最後にハ長調に回帰する。
第1巻は、ハ長調に始まり、長調と短調を交互に行き来しながら、完全4度の上行と短3度の下行を繰り返している。
第2巻は、第1巻とは長短調が入れ替わり、同主調を辿る構成となり、ハ短調から完全4度の上行、短3度の下行を交互に繰り返す。ここまでで24の調性を1周している。
第3巻からは、第1、2巻と比べて比較的わかりやすい並びとなっている。ここでは長調と短調を交互に行き来しながら、5度圏を巡っている。
第4巻は、これも第1、2巻の関係と同じように第3巻の長短調を入れ替えた構成となっている。ここで、24の調性を2周したことになる。
第48曲をもって曲集は完結するが、最後に見開き2ページの番号なしの曲「神を讃えよ」が全曲を締めくくる。
第1巻
- 第1番 ハ長調 幻影 (La vision) アセ・ラントマン
- 第2番 ヘ短調 スタッカーティッシモ (Le staccatissimo):トッカータ風の小曲。
- 第3番 ニ長調 レガーティッシモ (Le legatissimo)
- 第4番 ト短調 鐘 (Les cloches)
- 第5番 ホ長調 入信者 (Les initiés):アリストパネスの《蛙》の一節が冒頭に掲げられている。
- 第6番 イ短調 小フーガ (Fuguette)
- 第7番 嬰ヘ長調 戦慄 (Le frisson):長調から短調に暗転して終結する。
- 第8番 ロ短調 偽りの無邪気さ (Pseudo-Naïveté)
- 第9番 変イ長調 ないしょ話 (Confidence)
- 第10番 嬰ハ短調 叱責 (Increpatio)
- 第11番 変ロ長調 ため息 (Les soupirs)
- 第12番 変ホ短調 小舟歌 (Barcarollette)

第2巻
- 第13番 ハ短調 追憶 (Ressouvenir)
- 第14番 ヘ長調 小二重奏曲 (Duettino):「スカルラッティ風に」と冒頭に指定されている。
- 第15番 ニ短調 古い様式による協奏曲のトゥッティ (Tutti de concerto dans le genre ancien ):バロック時代のリトルネロ形式を模した曲。
- 第16番 ト長調 幻想曲 (Fantaisie)
- 第17番 ホ短調 3声の小さな前奏曲 (Petit prélude à 3):「弦楽のように quasi col arco」と指定されている。
- 第18番 イ長調 小リート (Liedchen):無言歌風の小品。
- 第19番 嬰ヘ短調 恩寵 (Grâces)
- 第20番 ロ長調 村の小さな行進曲 (Petite marche villageoise)
- 第21番 嬰ト短調 死にゆく者達が貴殿に挨拶を (Morituri te salutant):題名は古代ローマの剣闘士が試合前に皇帝に告げる口上。
- 第22番 変ニ長調 無垢 (Innocenzia)
- 第23番 変ロ短調 木靴の男 (L'homme aux sabots)
- 第24番 変ホ長調 コントルダンス (Contredanse)

第3巻
- 第25番 ハ長調 追跡 (La poursuite)
- 第26番 ト短調 古い様式の小さな歌 (Petit air genre ancien)
- 第27番 ニ長調 リゴードン (Rigaudon)
- 第28番 イ短調 強情 (Inflexibilité)
- 第29番 ホ長調 熱狂 (Délire)
- 第30番 ロ短調 悲しき小さな歌 (Petit air dolent)
- 第31番 嬰ヘ長調 四重奏の冒頭 (Début de quatuor)
- 第32番 嬰ハ短調 小メヌエット (Minuettino)
- 第33番 変イ長調 ねんねしな (Fais dodo)
- 第34番 変ホ短調 私は衆愚を嫌い、彼らを遠ざける (Odi profanum vulgus et arceo)
- 第35番 変ロ長調 軍楽 (Musique militaire)
- 第36番 ヘ短調 小トッカータ (Toccatina)

第4巻
- 第37番 ハ短調 小さな小さなスケルツォ (Scherzettino)
- 第38番 ト長調 良き願い (Les bons souhaits)
- 第39番 ニ短調 ヘラクレイトスとデモクリトス (Héraclite et Démocrite)
- 第40番 イ長調 待ってても行かないよ (Attendez-moi sous l'orme)
- 第41番 ホ短調 異名同音 (Les enharmoniques)
- 第42番 ロ長調 5声の小さな歌 (Petit air à 5 voix)
- 第43番 嬰ヘ短調 小夜想曲―魅惑 (Notturnino-Innamorato)
- 第44番 嬰ハ長調 有頂天 (Transports)
- 第45番 嬰ト短調 小悪魔たち (Les diablotins)
- 第46番 変ホ長調 初めてのラブレター (Le premier billet doux)
- 第47番 変ロ短調 小スケルツォ (Scherzetto)
- 第48番 ヘ長調 夢の中で (En songe)

番号なし ハ長調 神を讃えよ (Laus Deo)

## 楽譜
- 森下唯校訂（プリズム、2009年）ISBN 4904231198